# Synodus saurus
Synodus saurus är en fiskart som först beskrevs av Carl von Linné 1758.  Synodus saurus ingår i släktet Synodus och familjen Synodontidae. IUCN kategoriserar arten globalt som livskraftig. Inga underarter finns listade i Catalogue of Life.